# Юнсин
Юнси́н (кит. упр. 永兴, пиньинь Yǒngxīng) — уезд городского округа Чэньчжоу провинции Хунань (КНР).

## История
Ещё во времена империи Хань здесь в 202 году до н.э. был создан уезд Чжибянь (置便县). В эпоху Южных и Северных династий он был в 420 году присоединён к уезду Чэньсянь, но в 559 году создан вновь. Во времена империи Суй уезд Чжибянь в 589 году опять был присоединён к уезду Чэньсянь.
Во времена империи Тан в 725 году северная часть уезда Чэньсянь была выделена в уезд Аньлин (安陵县). В 742 году уезд Аньлин был переименован в Гаотин (高亭县). Во времена империи Сун в 1073 году уезд получил название Юнсин.
После образования КНР в 1949 году был создан Специальный район Чэньсянь (郴县专区), и уезд вошёл в его состав. В 1951 году Специальный район Чэньсянь был переименован в Специальный район Чэньчжоу (郴州专区).
В октябре 1952 года Специальный район Чэньчжоу был расформирован, и его административные единицы перешли в состав новой структуры — Сяннаньского административного района (湘南行政区). В 1954 году Сяннаньский административный район был упразднён, и был вновь создан Специальный район Чэньсянь.
29 августа 1960 года Специальный район Чэньсянь был вновь переименован в Специальный район Чэньчжоу.
В 1970 году Специальный район Чэньчжоу был переименован в Округ Чэньчжоу (郴州地区).
Постановлением Госсовета КНР от 17 декабря 1994 года округ Чэньчжоу был преобразован в городской округ.

## Административное деление
Уезд делится на 11 посёлков и 4 волости.